# Industriforeningens Kampklub
Industriforeningens Kampklub, i omtale hyppigst kun betegnet Kampklubben var en københavnsk skakklub, der eksisterede fra 1921 – 1985. Klubbens medlemmer betegnede sig selv som kampfisk, mens klubbens andethold gik under betegnelsen nisseholdet.

## Historie
Klubben blev dannet 20. maj 1921 ved et udbrud af medlemmer fra Industriforeningens Skakklub og havde som denne lokaler i Industriforeningens hus ved Tivoli på hjørnet af Vesterbrogade og H.C. Andersens Boulevard. Den havde fra starten mange af Københavns og også Danmarks stærkeste spillere som medlemmer og vandt i årenes løb mange danmarksmesterskaber i holdskak. Industriforeningen understøttede begge klubber. 
Klubben havde fra starten en eksklusiv aura, bl.a. kunne man ikke bare melde sig ind – man skulle anbefales. Klubben havde åbent om dagen, og der udfoldede sig et rigt skakliv omkring den. Stormesteren Aron Nimzowitsch, den mangeårige danmarksmester Erik Andersen og den danske internationale mester Jens Enevoldsen er kendte navne fra klubben. En hel del udenlandske spillere har været på besøg, bl.a. de tidligere verdensmestre Emanuel Lasker, José Raúl Capablanca og Alexander Aljechin samt stormesteren Frank Marshall. I en periode var stormesteren Savielly Tartakower fra Odessa instruktør for kampklubben.
Da bygningen blev revet ned i slutningen af 1960'erne for at give plads til det nuværende Industriens Hus, flyttede klubben til medlemsejede lokaler på Solitudevej. Da bygningens tag blæste af i et stormvejr i slutningen af 1970'erne, flyttede klubben til Ægirsgade på Ydre Nørrebro, hvor den efterhånden mistede mange af sine medlemmer.
I september 1985 fusioneredes klubben med skakklubben SK41 og tog navnet K41, der holder til i lokaler tæt på Valby station.